# Pauline Musters

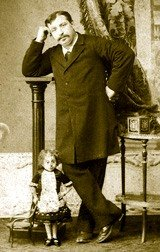
Pauline Musters mit ihrem Schwager und Impresario Joseph Verschueren

Johanna Paulina „Pauline“ Musters (* 26. Februar 1878 (nach anderen Angaben 1876) in Ossendrecht; † 15. Februar 1895 in New York City) war eine niederländische Frau, die mit einer Körpergröße von 59 cm als kleinste dokumentierte Frau aller Zeiten gilt.

## Leben
Musters wurde 1878 oder 1876 in Ossendrecht in Westbrabant als siebtes Kind des Tischlers Michiel Musters (1843–1889) und Anna Maria Couwenbergh geboren. Bei ihrer Geburt  maß sie nur 30 cm. Sie hatte fünf Schwestern und drei Brüder. Ihr Vater begann, als sie zwei war, sie auf Jahrmärkten auszustellen, und sie tourte seit ihrer Kindheit umher. Paulines Berühmtheit brachte der Familie unverhofften Reichtum; der Impresario Émile Grandsart bot ihrem Vater ein vierfaches Jahresgehalt, um Musters in seinem Wandertheater auftreten zu lassen. Michiel Musters kaufte mehrere Grundstücke und ließ an der Dorfstraße in Ossendrecht ein Haus bauen, an dessen Fassade in goldener Schrift „Maison Princesse Pauline“ stand.
Seit dem Tod ihres Vaters 1889 tourte Musters mit ihrem belgischen Schwager Joseph „Sjef“ Verschueren, dem Ehemann ihrer Schwester Cornelia, in den Niederlanden und Belgien, anschließend auch in Deutschland, Frankreich und England (u. a. in Berlin, Paris, Bordeaux, London und Liverpool). Zuerst wurde sie nur ausgestellt, später trat sie selbst mit Akrobatik, Tanz, Gesang und Publikumsinteraktion in Theatern, im Zirkus und in Raritätenkabinetten als „lebende Puppe“ auf, wobei sie Zelte mit 800 Zuschauern füllte. Dabei verwendete sie erst verschiedene Namen, später nur den Künstlernamen Prinzessin Pauline und trug oft ausgefallene, elegante Maßkleider. Unter anderem wurde sie von der niederländischen Königin Emma und Kaiser Wilhelm II. empfangen. Sie sprach Flämisch, Französisch, Deutsch und etwas Englisch.
1894 reiste sie auf Einladung eines Impresarios in die Vereinigten Staaten. Am 31. Dezember 1894 debütierte sie im Proctor’s Theatre am Broadway in New York City, mit dem Verschueren einen Zweijahresvertrag geschlossen hatte, wo sie sehr gut ankam. Fotos von ihr wurden in vielen Zeitungen veröffentlicht; Verschueren versprach medienwirksam eine Belohnung von 12.000 Gulden für jede mindestens siebzehnjährige Person, die kleiner war als Musters. Sie absolvierte jeden Tag drei Vorstellungen. Bald wurde sie in New York wegen ihrer Schönheit und Anmut beliebt, sie wurde als höflich, ruhig und sanft beschrieben.
Zwei Monate nach ihrer Ankunft starb Musters im Alter von 16 bzw. 18 Jahren in ihrem Hotelzimmer an einer Lungen- sowie Hirnhautentzündung (nach anderen Angaben an einer Erkältung sowie einer Brusterkrankung), verstärkt durch Alkoholkonsum. Eine Obduktion ergab ein Gewicht von 3,9 kg (achteinhalb Pfund) und eine Größe von 61 cm, allerdings wies ihr Körper bereits eine gewisse Dehnung auf.

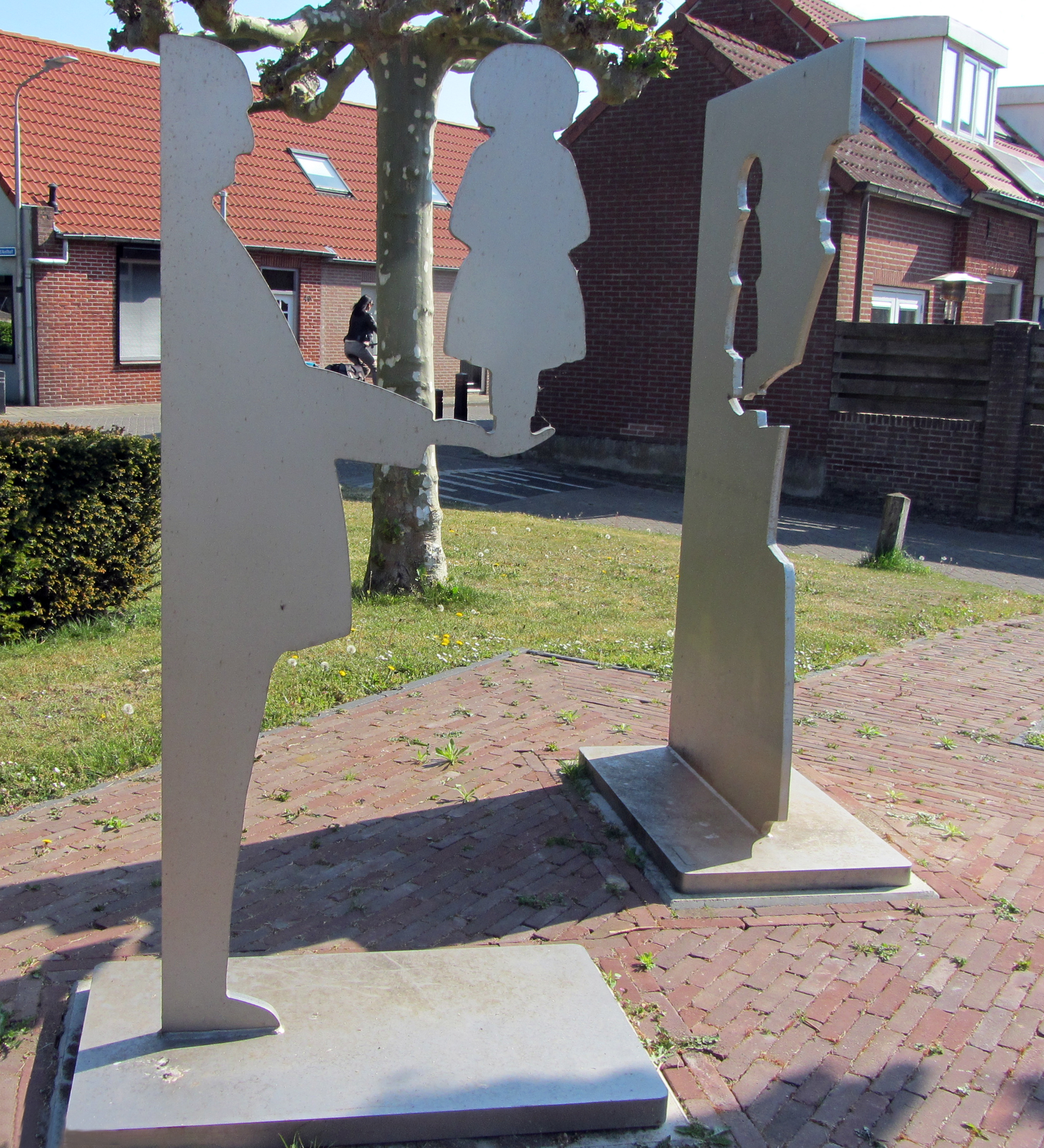
Skulptur von Hans Hermes in Ossendrecht

Sie wurde erst in der Kirche St. Vincent de Paul aufgebahrt. Musters’ Familie schlug das Angebot von 60.000 Gulden für ihren Körper aus und ließ den einbalsamierten Körper nach Ossendrecht transportieren, wo er in drei ineinandergelegten Särgen aus Bronze, Glas und Eichenholz auf der Veranda des Familienhauses aufgebahrt wurde. Gemäß ihrem Künstlernamen wurde sie mit Seidenkleid, Krone, Diamanten und Edelsteinen wie eine Prinzessin gekleidet, und viele Menschen des Dorfes erwiesen ihr die letzte Ehre. Am 8. März 1895 wurde sie auf dem örtlichen Friedhof beigesetzt.

„In New-York ist die Prinzessin Pauline gestorben, das kleinste Geschöpf unter den Zwergen. Die Kleine stammte aus Belgien [sic!], wurde 18 Jahre alt und konnte bequem auf der flachen Hand eines Mannes stehen. Sie hatte einige Lieder und Tänze einstudiert, war stets in liebenswürdiger Laune und nicht wenig stolz auf die Beachtung, welche ihr überall, besonders von den Damen, deren Liebling sie war, geschenkt würde. Ihre gesammte Familie wird von dem Verlust stark betroffen, sie war die Ernährerin derselben. In New-York erhielt sie für sechs Monate 20.000 Mark.“

Als die Villa in Ossendrecht 1936 abgerissen und das Grab nach dem Zweiten Weltkrieg geräumt wurde, wurde man wieder auf Musters’ Geschichte aufmerksam. Im Rathaus des Ortes werden Gegenstände aus ihrem Leben ausgestellt. Journalist Mark Traa veröffentlichte 2012 nach zwei Jahren Recherche einen Roman über Musters. Der Künstler Hans Hermes schuf ihr 2018 in Ossendrecht eine Skulptur.

## Größe
Musters’ proportionaler Zwergwuchs sorgte dafür, dass sie mit neun Jahren nur 55 cm groß und 1,5 kg schwer war. Mit einer Größe von 58,9 cm (gemessen als 1 Fuß, 11,2 Zoll) stellte sie den Rekord für die kleinste erwachsene Person auf (die Mexikanerin Lucía Zarate soll nach einigen Angaben nur 51 cm groß gewesen sein, ist jedoch in Guinness World Records mit einer Größe von 68 cm eingetragen). Es kursierten auch die vermutlich von Verschueren selbst verbreiteten falschen Angaben von 48 cm und 42 cm. Verschueren übertrieb auch bei Musters’ Alter. Ihr Gewicht als Erwachsene schwankte zwischen 3,4 und 4 Kilogramm.
Gebrochen wurde Musters’ Rekord offiziell erst 1992 vom 57 cm großen Inder Gul Mohammed, 2012 stellte sich jedoch heraus, dass der 1939 geborene Nepalese Chandra Bahadur Dangi nur 54,6 cm maß. Heute gilt Pauline Musters hinter Mohammed, Dangi und dem Philippiner Junrey Balawing als viertkleinste dokumentierte Person sowie kleinste dokumentierte Frau aller Zeiten.